# Oxyrrhexis carbonator
Oxyrrhexis carbonator är en stekelart som först beskrevs av Johann Ludwig Christian Gravenhorst 1807.  Oxyrrhexis carbonator ingår i släktet Oxyrrhexis och familjen brokparasitsteklar. Arten är reproducerande i Sverige.

## Underarter
Arten delas in i följande underarter:
- O. c. morio
- O. c. texana